# Kościół Apostołów Piotra i Pawła w Pyskowicach
Kościół Piotra i Pawła – kościół parafii ewangelicko-augsburskiej w Pyskowicach. Należy do diecezji katowickiej Kościoła Ewangelicko-Augsburskiego w RP.

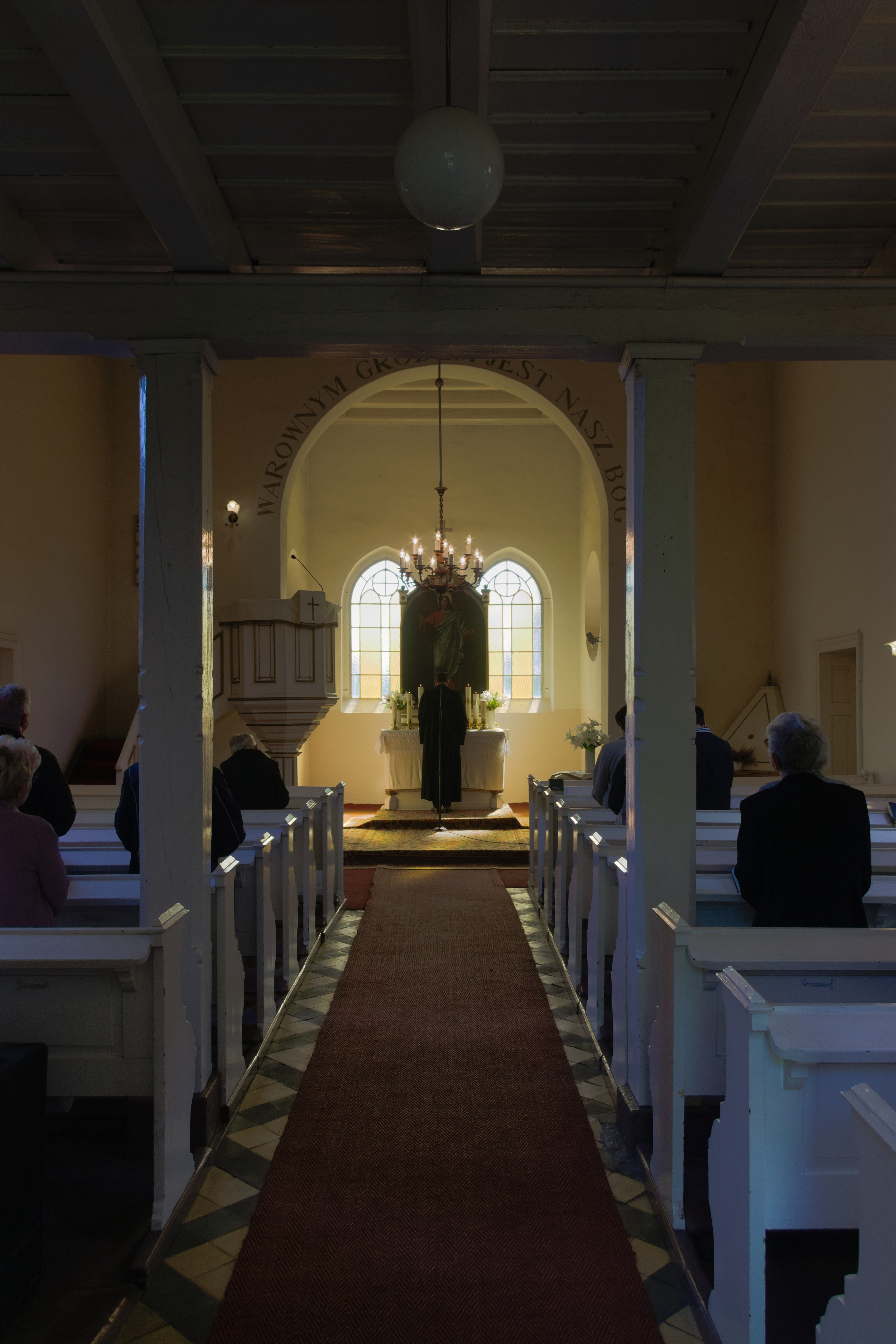
Wnętrze (2022)

Prace budowlane zostały rozpoczęte położeniem i poświęceniem kamienia węgielnego latem 1894 roku, natomiast zakończone zostały półtora roku później. Były prowadzone przez mistrza budowlanego Teodora Schmitsa. W Święto Epifanii, w dniu 6 stycznia 1897 roku świątynia została poświęcona. Kościół konsekrował Superintendent ksiądz doktor Erdmann. W tym samym roku zostały kupione dla świątyni dwa dzwony wykonane przez ludwisarnię w Bochum oraz organy wykonane przez firmę Schlag und Söhne ze Świdnicy. Podczas II wojny światowej świątynia nie została uszkodzona. Pierwsze nabożeństwo po zakończeniu wojny zostało odprawione w świątyni, w niedzielę 17 marca 1946 roku. 
Kościół został zbudowany w stylu neogotyckim. Jest to budowla murowana wzniesiona na planie prostokąta z czerwonej cegły i posiada dwuspadowy dach pokryty dachówką.